# Xã Tansem, Quận Clay, Minnesota
Xã Tansem (tiếng Anh: Tansem Township) là một xã thuộc quận Clay, tiểu bang Minnesota, Hoa Kỳ. Năm 2010, dân số của xã này là 259 người.